# Julie White
Pour les articles homonymes, voir White.
Julie White, née le 4 juin 1961 à San Diego, en Californie, est une actrice américaine.

## Filmographie

### Cinéma
- 1999 : Flypaper : Cindy
- 2001 : Trop, c'est trop ! (Say It Isn't So) : Ruthie Falwell
- 2002 : Slap Her... She's French : Bootsie Grady
- 2005 : La Guerre des mondes (War of the Worlds) : Woman
- 2006 : The Astronaut Farmer : Beth Goode
- 2007 : Transformers : Judy Witwicky
- 2007 : Michael Clayton  : Mme Geers
- 2007 : Le Journal d'une baby-sitter (The Nanny Diaries) : Jane Gould
- 2009 : Transformers 2 : La Revanche (Transformers: Revenge of the Fallen) : Judy Witwicky
- 2010 : Language of a Broken Heart : Mimi
- 2011 : Transformers 3 : La Face cachée de la Lune (Transformers 3: The Dark of The Moon) : Judy Witwicky
- 2012 : Lincoln : Elizabeth Blair Lee
- 2014 : Adult Beginners de Ross Katz : Shirley
- 2015 : A Very Murray Christmas de Sofia Coppola : Bev

### Télévision
- 1990 : New York, police judiciaire (Saison 1, Épisode 16)
- 1991 : New York, police judiciaire : Sandy Reynolds  (Saison 2, épisode 12)
- 1993 : Une maman formidable : Nadine Swoboda (Saison 1 à 5)
- 1995 : Heidi, jour après jour (The Heidi Chronicles) : Fran
- 2000 : La Vie avant tout : Caitlin Crawford (Saison 1, Épisode 3)
- 2000 : Ally McBeal : Marian (Saison 4, Épisode 19)
- 2001 : Nathan's Choice : Marcia
- 2001 : Voleurs de charme (Saison 1, Épisode 10)
- 2002 : Six Feet Under : Mitzi Dalton Huntley (Saison 2, Épisodes 2, 6 et 11)
- 2003 : Whoopi (Saison 1, Épisode 6)
- 2003-2004 : New York, unité spéciale : Dr. Anne Morella (saison 5, épisodes 10 et 25)
- 2004 : Rescue Me : Les Héros du 11 septembre : Dr Goldberg (Saison 1, Épisode 1)
- 2005 : New York, unité spéciale : Dr. Anne Morella (saison 7, épisode 8)
- 2005 : Desperate Housewives : Amanda  (Saison 2, épisodes 23 et 24)
- 2007 : New York, unité spéciale : Dr. Anne Morella  (saison 9, épisodes 7 et 10)
- 2007 : Cavemen : Leslie
- 2012-2013 : Go On : Anne
- 2014 : Nurse Jackie : Antoinette (saison 6)
- 2015 : The Good Wife : Selma Krause (saison 6, Épisode 13)
- 2018 : Chicago Med : Tessa (saison 3, Épisode 13)
- 2019 : Designated Survivor : Lorraine Zimmer (saison 3)
- 2020 : Mrs. America : Bar Woman
- 2022 : NCIS: Hawaiʻi : Maggie Shaw
- 2023-2024 : American Horror Story: Delicate : Mme. Mavis Preecher (saison 12)
- 2022 And just like that... saison 2

## Récompenses et nominations
- 2013 : Gracie Allen Awards de la meilleure actrice dans un second rôle dans une série comique pour son rôle de Anne dans Go On
- 2010 : Razzie Awards : Nommée dans la catégorie Pire actrice dans un second rôle pour son rôle de Judy Witwicky dans Transformers 2 (Transformers: Revenge of the Fallen)
- 2007 : Tony Award de la meilleure actrice dans une pièce pour son rôle de Diane dans The Little Dog Laughed
- 1995 : Viewers for Quality Television  : Nommée dans la catégorie Meilleur second rôle féminin dans une série comique de qualité pour son rôle de Nadine Swoboda dans Une maman formidable (Grace Under Fire)